# Oxyopes chenabensis
Oxyopes chenabensis es una especie de araña del género Oxyopes, familia Oxyopidae. Fue descrita científicamente por Mukhtar en 2017.
Habita en Pakistán.